# Dexter Davis
Dexter Alexander Davis (Greensboro, 10 novembre 1986) è un giocatore di football americano statunitense che gioca nei ruoli di defensive end e outside linebacker per i Toronto Argonauts della Canadian Football League (CFL).
Fu scelto dai Seattle Seahawks nel corso del settimo giro del Draft NFL 2010. Al college ha giocato a football ad Arizona State.

## Carriera universitaria
Davis frequentò la Arizona State University. Nel corso della sua carriera, egli partì come titolare il numero record di partite dell'istituto (50) e terminò terzo nella classifica scolastica di tutti i tempi con 31 sack, dietro solamente a Terrell Suggs (44) e Shante Carver (41). Inoltre mise a segno 136 tackle e 10 fumble forzati.

## Carriera professionistica

### Seattle Seahawks

#### Stagione 2010
Davis fu selezionato dai Seattle Seahawks nel settimo giro del Draft 2010 (236º assoluto) e i Seahawks annunciarono il 19 giugno 2010 la sua firma. Egli fece registrare un sack nella prima gara dei Seahawks nella stagione 2010 contro i Tennessee Titans il 14 agosto, insieme ad un altro sack ed un fumble forzato, che Davis poi recuperò, la settimana seguente contro i Green Bay Packers.
Nella stagione regolare, Davis giocò tutte le partite dell'anno tranne una, non partendo mai come titolare.

#### Stagione 2011
Nella stagione 2011, Davis giocò solo uno scampolo di partita nel debutto stagionale contro i San Francisco 49ers, prima di subire un infortunio che lo tenne lontano dai campi di gioco per l'intera annata.
Il 16 aprile 2013, Davis fu svincolato dai Seahawks.

### Toronto Argonauts
Il 6 giugno 2014, Davis firmò coi Toronto Argonauts della Canadian Football League.

## Palmarès
- Formazione ideale All-Pac 10 (2009)

## Statistiche
NFL
| Partite totali             | 16  |
| Partite totali da titolare | 0   |
| Tackle totali              | 43  |
| Sack fatti                 | 2,0 |
| Fumble forzati             | 0   |